# Кахабер Жванія
Кахабер Жванія (груз. კახაბერ•ჟვანია; 31 травня 1983) — грузинський боксер, призер чемпіонату Європи серед аматорів.

## Аматорська кар'єра
На кваліфікаційному до Олімпійських ігор 2004 чемпіонаті Європи 2004 в категорії до 64 кг Кахабер Жванія здобув дві перемоги, а у чвертьфіналі програв Віллі Блену (Франція) і не потрапив на Олімпіаду.
На чемпіонаті світу 2005 в категорії до 69 кг здобув три перемоги над Шерзодом Хусановим (Узбекистан), Іштваном Жилі (Угорщина) та Віталієм Грушаком (Молдова), а у чвертьфіналі програв Бахтіяру Артаєву (Казахстан) — 18-32.
На чемпіонаті Європи 2006 завоював бронзову медаль.
- В 1/16 фіналу переміг Анссі Корхонена (Фінляндія) — RSCO 3
- В 1/8 фіналу переміг Віталія Грушака (Молдова) — 21-12
- У чвертьфіналі переміг Роя Шихена (Ірландія) — RSC 1
- У півфіналі програв Спасу Генову (Болгарія) — 19-26

На чемпіонаті світу 2007 програв у першому бою Деметріусу Ендреду (США) — 11-22.
На Олімпійських іграх 2008 знов програв у першому бою Деметріусу Ендреду (США) — 9-11.